# Pakt der Yokai
Pakt der Yokai (jap. 夏目友人帳, Natsume Yūjinchō, dt. „Natsumes Buch der Freunde“) ist eine Manga-Serie der japanischen Zeichnerin Yuki Midorikawa, die seit 2005 in Japan erscheint. Das Werk ist in die Genre Shōjo und Drama einzuordnen und wurde als Anime und Hörspiel adaptiert.

## Inhalt
Der Junge Takashi Natsume (夏目 貴志) ist ein Waise mit der Fähigkeit, Yōkai (Geister und Dämonen) sehen zu können. Er zeigt oft ein für andere seltsames Verhalten, wenn er auf die für alle anderen unsichtbaren Wesen reagiert. Erst mit der Zeit lernte er, wie ungewöhnlich er ist und wurde zurückhaltend und schüchtern und blieb einsam. So kam es, dass er wegen seines Verhaltens oft von Pflegeeltern abgegeben wurde und er keine Freunde hat.
Diese Fähigkeit hatte auch seine Großmutter Reiko, die ihm nach ihrem Tod zudem das „Buch der Freunde“ hinterließ. In diesem sind die Geister aufgeführt, mit denen Reiko Verträge geschlossen hat und die ihr dienstbar sind: Bei der Aussprache des Namens und Vorstellung der Gestalt des Geistes muss dieser jedem Befehl folgen. Das Buch ist in der Welt der Geister daher heiß begehrt, sodass Takashi nun von vielen Geistern und Dämonen heimgesucht wird. Dabei trifft er bald auf Madara, einem Katzengeist. Dieser wird von Takashi versehentlich befreit und hat es selbst auf das Buch abgesehen. Doch da ihm Takashi verspricht, dass er das Buch von ihm erbt, verspricht Madara, ihn zu beschützen. Dennoch droht Madara immer wieder, Takashi selbst zu fressen, um an das Buch zu gelangen.
Nachdem Madara Takashi über seine Großmutter und das Buch aufgeklärt hat, beschließt Takashi, den Geistern ihre Namen zurückzugeben. Viele sind darüber froh und kommen, ihn darum zu bitten. Andere wollen das Buch für sich haben oder fragen Takashi um Rat und Hilfe, da sie noch von der Macht seiner Großmutter wissen.

## Entstehung und Veröffentlichung
Nach Hotarubi no Mori e von 2003 ist Pakt der Yokai die zweite Serie von Yuki Midorikawa, die sich dem Thema Yōkai widmet. Das Bedürfnis nach einer solchen übernatürlichen Geschichte hatte die Autorin bereits länger zuvor und nach Hotarubi wollte sie das Thema in anderer Form erneut ausprobieren, jedoch nun ohne die im älteren Werk vorherrschende Romantik und mit einem männlichen Protagonisten. Pakt der Yokai schuf Midorikawa mit der Unterstützung von zwei Assistentinnen.
Die Serie beinhaltet in sich abgeschlossene Geschichten vor dem Hintergrund, der im ersten Kapitel etabliert wurde. Das Konzept entstand auch vor dem Hintergrund, dass Pakt der Yokai in Japan zuerst im alle zwei Monate erscheinenden Magazin LaLa erstmals veröffentlicht wird. Die Serie erscheint in dem Magazin des Verlags Hakusensha seit Oktober 2005. Die Einzelkapitel wurden auch in bisher 32 Sammelbänden veröffentlicht (Stand: April 2025).
Seit April 2014 erscheint der Manga bei Egmont Manga auf Deutsch mit bisher 28 Bänden (Stand: Februar 2025). Die Serie wird auf Englisch bei Viz Media, auf Französisch bei Delcourt und auf Chinesisch bei Tong Li veröffentlicht.

## Adaptionen

### Anime
Die Anime-Serie wurde 2008 von Studio Brain’s Base unter der Regie von Takahiro Ōmori produziert. Das Charakterdesign entwarf Akira Takata und die künstlerische Leitung hatte Yukihiro Shibutani inne. Die ersten 13 Folgen wurden vom 8. Juli bis zum 30. September 2008 kurz nach Mitternacht (und damit am vorigen Fernsehtag) von TV Tokyo erstmals ausgestrahlt, wenige Tage später begann die Ausstrahlung durch die Sender TV Aichi, TV Hokkaido, TV Osaka, TV Setouchi und TVQ Kyushu. Später folgte eine Wiederholung bei AT-X. Eine zweite Staffel namens Zoku Natsume Yūjinchō (続 夏目友人帳) mit weiteren 13 Folgen wurde vom 6. Januar bis 31. März 2009 von TV Tokyo gesendet. Die dritte Staffel Natsume Yūjinchō San (夏目友人帳 参) mit 13 Folgen wurde vom 5. Juli bis 27. September 2011 in Japan ausgestrahlt. Die vierte Staffel Natsume Yūjinchō Shi (夏目友人帳 肆) folgte ab dem 3. Januar bis zum 27. März 2012. Die fünfte Staffel Natsume Yūjinchō Go (夏目友人帳 伍) wurde vom 5. Oktober 2016 bis zum 21. Dezember 2016 ausgestrahlt. Zum ersten Mal hatte man mit Studio Shuka ein neues Studio. Außerdem wurden von der Staffel nur 11 statt wie in den anderen Staffeln 13 Folgen ausgestrahlt – allerdings wurden der vierten und fünften Blu-ray/DVD der Staffel je eine Sonderfolge beigelegt. Die sechste Staffel der Serie mit dem Titel Natsume Yūjinchō Roku (夏目友人帳 陸) wurde ab dem 12. April 2017 bis zum 21. Juni ausgestrahlt. Die 12 Folgen umfassende siebte Staffel trägt den Titel Natsume Yūjin-chō Shichi (夏目友人帳 漆) und wurde vom 8. Oktober bis 24. Dezember 2024 ausgestrahlt.
Ab der zweiten Staffel wurden die Folgen jeweils eine Stunde nach deren Erstausstrahlung mit englischen Untertiteln auf Crunchyroll gestreamt. Die erste Staffel wurde dabei parallel zur zweiten gestreamt.
Dem Magazin Lala Ausgabe 8–10/2013 und Lala DX Ausgabe 9/2013 war eine DVD namens Nyanko-sensei to Hajimete Otsukai (ニャンコ先生とはじめてのおつかい) beigelegt. Am 5. Februar 2014 wurde zudem die OVA Natsume Yūjinchō: Itsuka Yuki no Hi ni (夏目友人帳 いつかゆきのひに) auf DVD und Blu-ray veröffentlicht, die ebenfalls Nyanko-sensei to Hajimete Otsukai enthielt. Beide Kurzfilme haben eine Länge von 23 Minuten.
Am 29. September 2018 war die Premiere des Filmes Gekijōban Natsume Yūjinchō: Utsusemi ni Musubu (劇場版 夏目友人帳 ～うつせみに結ぶ～) in den japanischen Kinos. Der Wiesbadener Publisher Peppermint Anime zeigt den Film unter dem Namen Natsume’s Book of Friends the Movie: Tied to the Temporal World im Rahmen des Akiba Pass Festivals, das vom 26. Januar bis zum 10. Februar 2019 in Berlin, Dortmund, Frankfurt, Hamburg, Köln, München, Nürnberg, Pasching, Leipzig, Stuttgart und Wien stattfindet. Außerdem veröffentlichten sie den Film unter dem Titel Natsume Yujin-Cho – The Movie: Ephemeral Bond am 18. November 2019 auf DVD und Blu-ray.  Seine deutsche TV-Premiere hatte der Film am 2. Oktober 2020 auf dem Sender ProSieben Maxx.
Ein weiterer Film des Franchise soll unter dem Namen Natsume Yūjinchō: Ishi Okoshi to Ayashiki Raihōsha (夏目友人帳 石起こしと怪しき来訪者) am 16. Januar 2021 in den japanischen Kinos laufen. Der Film besteht auf zwei Kurzgeschichten.

#### Synchronisation
Die Dialogregie und das Dialogbuch übernahm Rieke Werner. Aufgenommen wurde in den Oxygen Sound Studios in Berlin.
| Rolle                  | japanischer Sprecher (Seiyū) | deutsche Sprecher    |
| ---------------------- | ---------------------------- | -------------------- |
| Takashi Natsume        | Hiroshi Kamiya               | Konrad Bösherz       |
| Nyanko-sensei / Madara | Kazuhiko Inoue               | Hans Hohlbein        |
| Shūichi Natori         | Akira Ishida                 | Alexander Ziegenbein |
| Atsushi Kitamoto       | Hisayoshi Suganuma           | Max Felder           |
| Kaname Tanuma          | Kazuma Horie                 | Jannik Endemann      |
| Tōru Taki              | Rina Satō                    | Laura Elßel          |
| Shigeru Fujiwara       | Eji Itō                      | Uwe Büschken         |
| Tōko Fujiwara          | Miki Itō                     | Sabine Jaeger        |

#### Musik
Die Musik der Serie wurde komponiert von Makoto Yoshimori. Der Vorspanntitel der einzelnen Staffeln sind Issei no Sei (一斉の声) von Shūhei Kita, Ano Hi Time Machine von Long Shot Party, Boku ni Dekiru Koto (僕にできること) von How Merry Marry, Ima, Kono Toki. (今、このとき。) von Hiiragi bzw. Takarabako (タカラバコ) von Marii Sasano. Für die Abspanne verwendete man Natsu Yūzora (夏夕空) von Kōsuke Atari, Ai Shiteru (愛してる) von Kōrin, Kimi no Kakera feat. Emiri Miyamoto (君ノカケラ feat 宮本笑里) von Kōsuke Atari, Takaramono (たからもの) von Maria Kawano, sowie Akanesasu (茜さす) von Aimer.

### Hörspiel
In Japan erschienen von Oktober 2007 bis März 2009 drei Hörspiel-CDs zum Manga. Diese waren als Extras dem Magazin LaLa beigelegt.

## Rezeption
Die Reihe ist in Japan ein kommerzieller Erfolg; so verkaufte sich der 18. Band in Japan über 420.000-mal und der 19. Band über 460.000 mal. Auch das, vor allem zusammen mit der Animeserie erschienene, Merchandising wie Kissen, Stofftiere und Schlüsselanhänger erfreut sich in Japan anhaltender Beliebtheit.
Trotz einer Ähnlichkeit des Konzepts zu Serien wie Inu Yasha, Nura – Herr der Yokai oder Kekkaishi ist Pakt der Yokai kein Abklatsch bekannter Ideen, sondern sehr eigenständig, so die deutsche Zeitschrift Animania. Das zeige sich im unaufgeregten Protagonisten wie auch in dessen Anliegen, seine Macht nicht zu nutzen, sondern den Dämonen ihre Namen zurückzugeben. Besonders in den ausgefeilten Charakteren der Dämonen, mit denen Takashi in Kontakt kommt, und deren bisweilen komplexen Beziehungen zu seiner Großmutter zeige sich, dass es sich um eine Shōjo-Serie handelt. Die Begegnungen seien mal leichtherzig und witzig, mal spannend, gruselig oder traurig. Die dünnen, harten Federzeichnungen werden mit „malerisch anmutenden Hintergründen aus schwarz gepinselten Blockflächen und dunklen Rastern“ kombiniert, was an historische japanische Dämonenabbildungen und traditionelle Tuschemalerei erinnere.